# Лео Лакруа (гірськолижник)
Лео Жан Фернан Лакруа (фр. Léo Jean Fernand Lacroix; нар. 26 листопада 1937, Буа-д'Амон) — французький гірськолижник, який виступав у слаломі, слаломі-гіганті та швидкісному спуску. Представляв збірну Франції з гірськолижного спорту протягом 1960-х років, срібний призер зимових Олімпійських ігор в Інсбруку, тричі срібний призер чемпіонатів світу, володар двох срібних і однієї бронзової медалей етапів Кубка світу, чотириразовий чемпіон французької національної першості.

## Біографія
Лео Лакруа народився 26 листопада 1937 року в комуні Буа-д'Амон департаменту Юра, Франція. Проходив підготовку в спортивних клубах SC des Douanen і CR Savoie, спочатку спеціалізувався на технічних дисциплінах, але пізніше в достатній мірі освоїв і швидкісний спуск.
Уперше заявив про себе в 1955 році, вигравши французьку національну першість у слаломі. Пізніше повторив це досягнення в 1960 і 1963 роках. У 1963 році, крім того, здобув перемогу на чемпіонаті Франції в програмі швидкісного спуску, увійшов до основного складу французької національної збірної.
Завдяки низці вдалих виступів удостоївся права захищати честь країни на зимових Олімпійських іграх 1964 року в Інсбруці — в гігантському слаломі фінішував одинадцятим, тоді як у швидкісному спуску завоював срібну олімпійську медаль, пропустивши вперед тільки австрійця Егона Ціммерманна. Оскільки тут також розігрувалась світова першість, додатково став срібним призером чемпіонату світу.
Після Олімпіади Лакруа залишився в головній гірськолижній команді Франції і продовжив брати участь у найбільших міжнародних змаганнях. Так, у 1966 році він побував на чемпіонаті світу в Портільо, звідки привіз дві нагороди срібного ґатунку, виграні в швидкісному спуску і комбінації — в обох випадках поступився своєму титулованому співвітчизникові Жану-Клоду Кіллі.
З появою в 1967 році Кубка світу з гірськолижного спорту відразу ж став активним його учасником, зокрема здобув срібло у гігантському слаломі на найпершому етапі в німецькому Берхтесгадені. Загалом протягом двох сезонів дев'ять разів потрапляв у десятку найсильніших Кубка світу, в тому числі тричі піднімався на п'єдестал пошани, взявши два срібла й одну бронзу. Найвища позиція в загальному заліку всіх дисциплін — четверте місце.
Перебуваючи в числі лідерів французької національної збірної, Лео Лакруа успішно відібрався на домашні Олімпійські ігри 1968 року в Греноблі, причому на церемонії відкриття йому довірили право урочисто вимовити олімпійську клятву. Однак цього разу потрапити в число призерів він не зміг, у програмі швидкісного спуску закрив двадцятку найсильніших. Незабаром після закінчення цих змагань вирішив завершити спортивну кар'єру.
Згодом досить успішно займався підприємницькою діяльністю, володів фабрикою з виробництва лиж.
За видатні спортивні досягнення в 2012 році був посвячений в офіцери ордена Почесного легіону.